# Ismaïl Alexandrani
Ismaïl Al Sayed Mohamed Omar Toufic, né le 9 novembre 1983 à Alexandrie, également connu sous son nom de plume Ismaïl Alexandrani (اسماعيل الاسكندراني), en référence à sa ville natale, est un journaliste égyptien, spécialiste de la région du Sinaï. En 2015, il est arrêté par la police égyptienne et condamné en 2018 à dix années de réclusion criminelle pour « divulgation de secrets d’État » et « appartenance à un groupe interdit ».

## Biographie
Ismaïl Al Sayed Mohamed Omar Toufic naît le 9 novembre 1983 à Alexandrie.
Il est marié à Khadeega Gaafar.

## Carrière journalistique
Ismaïl Alexandrani travaille jusqu'en 2015 pour plusieurs journaux du Proche et du Moyen-Orient (Mada Masr, As-Safir, Al Jazeera), en particulier sur les questions de djihadisme au Sinaï. Dans ses articles, il se montre assez critique, notamment vis-à-vis de la politique sécuritaire du président Abdel Fattah al-Sissi.
Il publie également des articles dans la revue de l'université de Leyde, aux Pays-Bas. Il obtient en 2012-2013 une bourse de recherche au National Endowment for Democracy et, en 2015, une autre au Woodrow Wilson International Center for Scholars.
En 2016, il est nommé au prix RSF.

## Arrestation et procès
Le 29 novembre 2015, Ismaïl Alexandrani est arrêté à l'aéroport de Hurghada ; le 1er décembre, il est placé en détention provisoire pour quinze jours sous accusation de publication de « fausses informations dans l’objectif de nuire à l’intérêt national et de troubler la paix publique », ainsi que sous celle d'appartenir à la confrérie des Frères musulmans.
Sa détention provisoire est renouvelée tous les quarante-cinq jours durant les deux années qui suivent, soit la durée maximale de détention provisoire autorisée en Égypte. Son dossier est alors transféré à la justice militaire. Le 22 mai 2018, en son absence et sans qu'il en soit informé, la cour martiale le condamne à dix années de réclusion criminelle pour « divulgation de secrets de la sécurité nationale dans la péninsule du Sinaï » et « appartenance à un groupe interdit » ; cette information est démentie le jour même par le porte-parole des forces armées égyptiennes, mais le journaliste reste en prison. Cette peine est par contre confirmée le 24 décembre, cette fois en sa présence. Sa femme est autorisée à lui rendre visite à la prison de Tora où il est détenu.
Alain Gresh estime que ce sont « ses articles sur le Sinaï dans la presse internationale qui ont provoqué son arrestation ».